# 洪鐘 (弘治進士)
洪鐘（1473年—？），字肇和，江西撫州府崇仁縣人，軍籍，明朝政治人物。

## 生平
翰林院秀才，順天府鄉試第六名舉人。弘治三年（1490年）中式庚戌科會試第一百九十五名，三甲第十八名進士。

## 家族
曾祖洪子庸；祖父洪孟莊；父洪朝宗，左長史。母吳氏。具庆下。